# NGC 3696
NGC 3696 é uma galáxia espiral (Sc) localizada na direcção da constelação de Crater. Possui uma declinação de -11° 16' 59" e uma ascensão recta de 11 horas, 28 minutos e 43,9 segundos.
A galáxia NGC 3696 foi descoberta em 1886 por Frank Leavenworth.